# Автоспецоборудование
Открытое акционерное общество «Автоспецоборудование» — российское предприятие, занимавшееся выпуском специальных многоцелевых транспортных средств марки Silant. Расположено в Великом Новгороде. Silant расшифровывается как «Сила новгородских технологий».

## История
Предприятие было основано на месте завода по производству передвижных авторемонтных комплексов для Министерства обороны или попросту ПАРМов, МТО, МРС, МРМ и т. д.,где было решено организовать производство новой для России техники − многоцелевых вездеходных транспортных средств, способных применяться в различных отраслях хозяйства и различными службами. Проект был поддержан администрацией Новгородской области в лице её губернатора Сергея Митина В качестве модели для производства был выбран перспективный автомобиль разработки Научного автомоторного института НАМИ-2338. Со стороны института инициатором выступил Алексей Ипатов, его директор.
Производство было налажено за пять месяцев. До этого предприятие находилось фактически в разрушенном состоянии, на стадии банкротства. Несмотря на все трудности, руководству нового предприятия удалось сохранить квалифицированный персонал (механосборщики, сварщики).
В марте 2010 года была выделена кредитная линия в объёме 230 млн руб. под государственные гарантии. После этого в августе того же года увидел свет первый автомобиль Silant. Продажи начались в 2011 году.
Однако в 2015 году предприятие прекратило свою деятельность. Сначала, в апреле 2015 года, прекратилась выплата зарплат. Затем, в конце сентября того же года, все работники (50 человек) были уволены. По заявлению руководства, это было связано с переводом производства во Владимир. 30 декабря 2015 года руководитель завода был дисквалифицирован сроком на один год.
В 2017 году производство было возобновлено на новой площадке в г. Владимир — конвейер перенесли на мощности предприятия ООО "Научно-производственная компания «ЕВА». Одновременно автомобиль был модернизирован — увеличена грузоподъемность до 5 т. за счет использования лонжеронов постоянного сечения в конструкции рамы и более грузоподъемных шин размерностью 12.00R20. Также был обновлен салон автомобиля — разработана эргономичная приборная панель.

## Деятельность
Суммарная площадь предприятия 5 Га. Площадь производственных цехов 20 тыс. м2. Ключевыми подразделениями предприятия являются дизайн-центр (конструкторское бюро), дирекции по закупкам и производству, служба качества и ОТК, служба продаж и послепродажного сервиса. Силант
В дизайн-центре работает 3 человека (конструкторы и технологи).
Производство состоит из заготовительного, сварочного и сборочного производств, а также линии порошковой окраски и участка специальных автомобилей.
В сборочном производстве организованы две поточные линии: первая — по сборке кабин, вторая — шасси.
В 2011 году было выпущено 150 машин, из них 60 пожарных, купленных Рослесхозом по программе предотвращения лесных пожаров. В 2012 году Рослесхоз планирует закупить ещё 150 автомобилей.
18 июня 2012 года в арбитражный суда Великого Новгорода было подано заявление о банкротстве по факту наличия задолженности перед частным охранным предприятием «Застава». На 25 июля были назначены слушания.Также у предприятия есть задолженность перед ОАО Сбербанк по которому был подан иск.

## Собственники
С момента основания и до 2011 года все акции принадлежали администрации Новгородской области. 19 сентября 2011 в результате торгов они перешли к «Чебоксарскому заводу силовых агрегатов».
В конце 2013 года предприятие имело заказы на 12 тракторомобилей, обсуждалась возможность перепрофилирования предприятия на выпуск двигателей.

## Продукция
В настоящее время техника производится в вариантах:
- шасси
- вахтовка
- скорая помощь
- автомобиль добровольной пожарной команды
- лесопатрульный комплекс
- передвижной пункт полиции
- «Охотник-I» (экспедиционный автомобиль для лесного комплекса и охотничьих хозяйств)
- «Охотник-II»
- вахтовка водокачальная (для нужд водоканала)
- рефрижератор
- автомобиль МЧС
- КМГ, КМГ поливомойка, КМГ гидравлический пескосолеразбрасыватель, КМГ электрический пескосолеразбрасыватель
- самосвал с трехсторонней разгрузкой
- автогидроподъёмник 16-метровый (подъёмник ВИПО-16-01 «Витебские подъёмники»), кран-манипулятор (кран фирмы Fassi (Италия) грузоподъемностью 1-2 тонны)
- Silant ASO 6.5 «трактор» КМГ (для сельского, лесного и коммунального хозяйства с шинами низкого давления)[14]

## Техническое описание
Все автомобили имеют полный привод, каркасно-панельную трехместную кабину с кондиционером, трёхцилиндровый дизельный двигатель с турбонаддувом Perkins 1103С-33Т (Великобритания) мощностью 66 или 76 л. с., 5-ти ступенчатую механическую коробку передач , коробку отбора мощности, мосты от ГАЗ-3308 с механизмами самоблокировки межколесных дифференциалов.

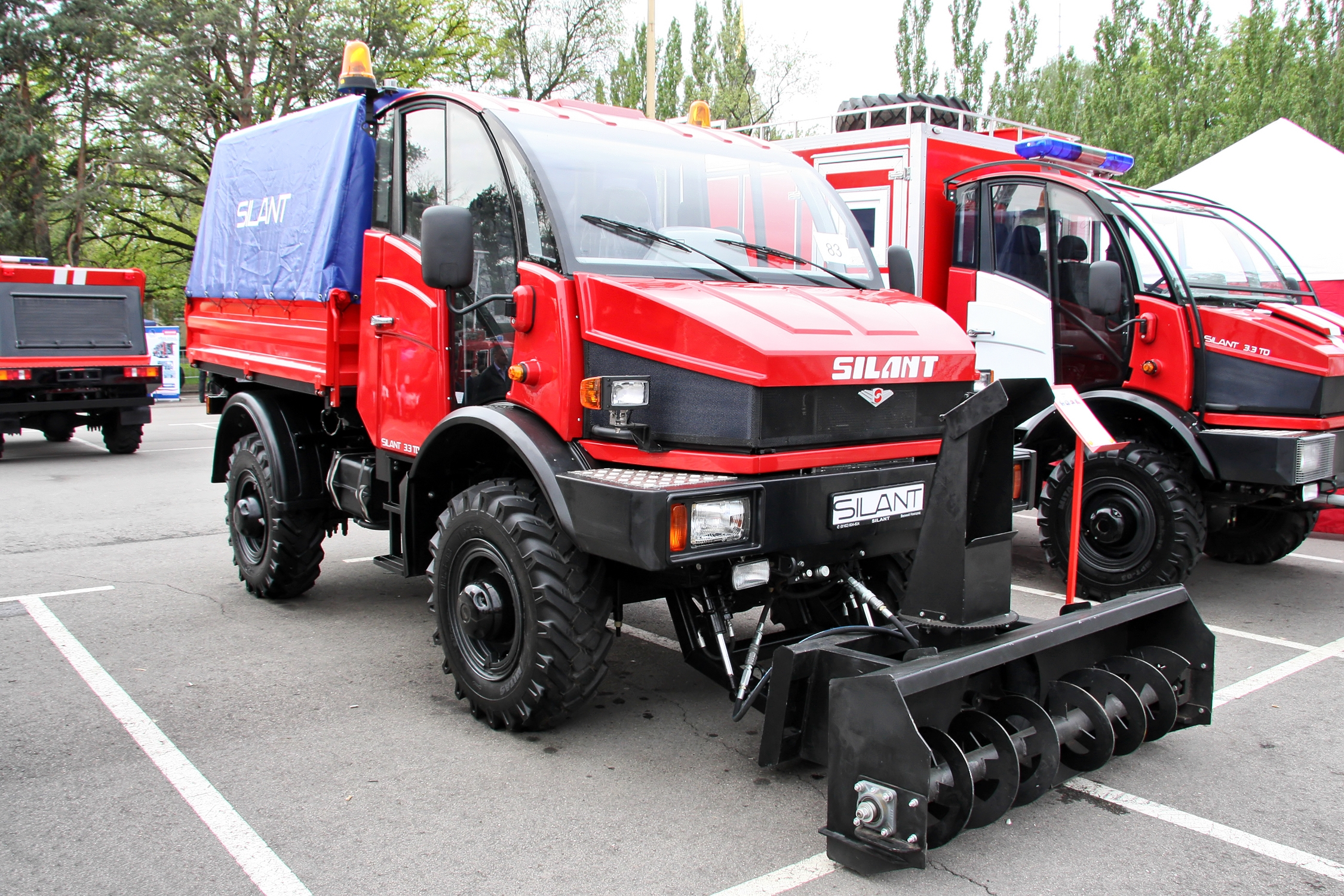
Снегоуборочная машина
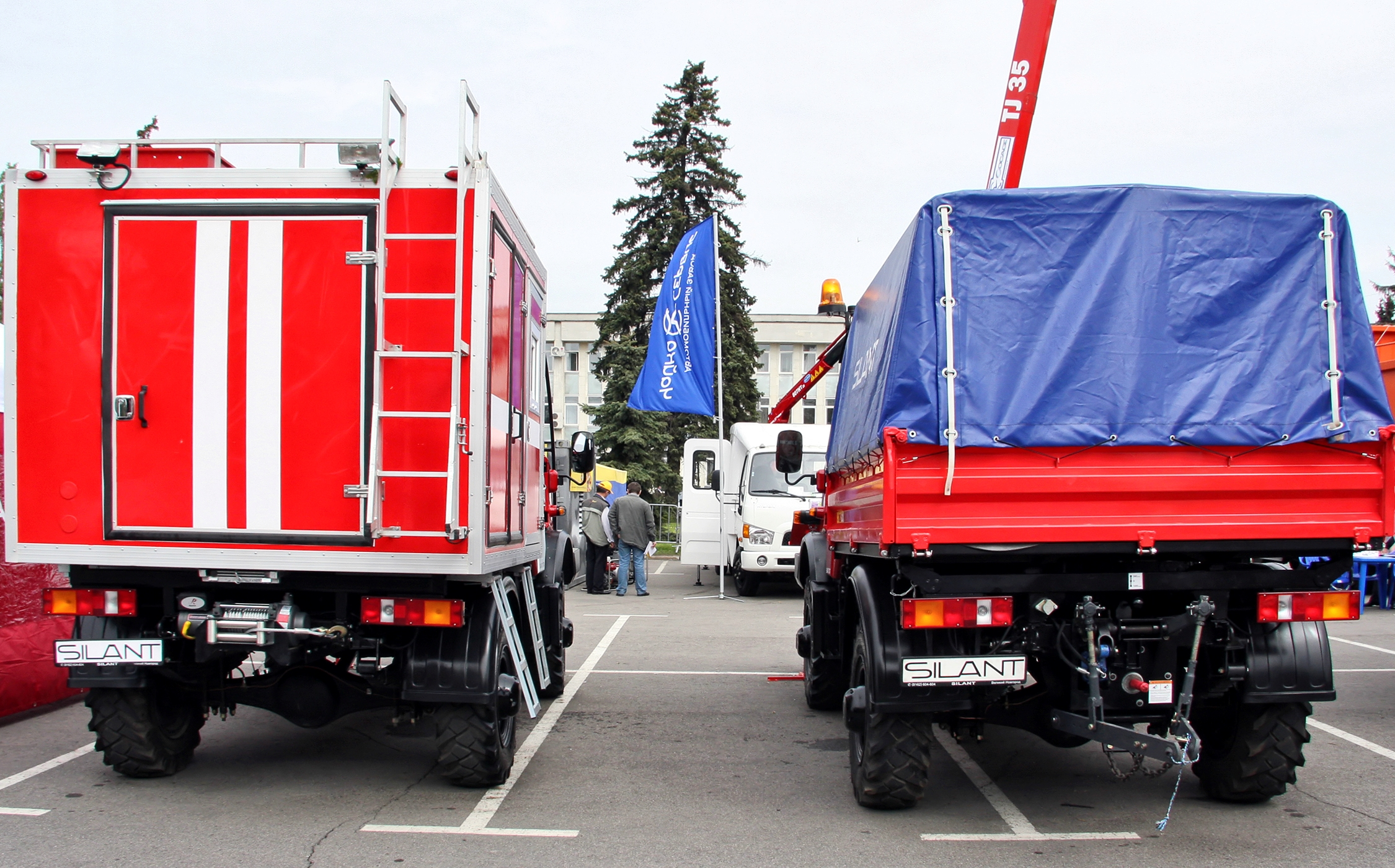

## Модель 6х6
В НАМИ для производства под маркой «Силант» разработана модель трёхосного шасси НАМИ-3333 с двигателем ВМТЗ Д-130Т (65 л. с.) и 4-ступенчатой коробкой переключения передач.

## Аналоги
- Mercedes-Benz Unimog
- Bremach
- Multicar
- SCAM[англ.]

## Партнеры-производители деталей[17]
- Россия Дивизион «Автокомпоненты» ОАО ГАЗ (рама, рессоры, мосты, колеса)
- Великобритания Perkins Engines Co. Ltd. (двигатели).
- Болгария Капрони АД (Казанлык) (гидравлические насосы)
- Италия FASSI GROUP (гидроманипуляторы)
- Россия ООО «Арзамасское ПО „Автопровод“» (электропроводка)
- Россия НТЦ МСП (системы нейтрализации выхлопных газов)
- Россия ТДБ-1 (кондиционеры)
- Италия  Россия ООО «Камоцци Пневматика» (пневматическая система)
- Россия ЗАО «Пилот-Системы сидений» (сиденья)
- Германия Henkel Group (клеи, герметики, системы обработки поверхности)
- Россия «Мосавтостекло» (стекла)
- Германия Contitech (каучуки и пластмассы)
- Россия ООО «Автотехника-НН» (звуко- и шумоизоляция)
- Россия ОАО «Завод „Автоприбор“»